# Верегжа
Верегжа — река в России, протекает по Любытинскому и Боровичскому районам Новгородской области. Впадает в озеро Шерегодра, из которого вытекает река Ситница. Длина реки составляет 36 км.

## Данные водного реестра
По данным государственного водного реестра России относится к Балтийскому бассейновому округу, водохозяйственный участок реки — Мста без реки Шлина от истока до Вышневолоцкого, речной подбассейн реки — Волхов. Относится к речному бассейну реки Нева (включая бассейны рек Онежского и Ладожского озера).
Код объекта в государственном водном реестре — 01040200212102000020483.